# Радовці (Габровська область)
Ра́довці (болг. Радовци) — село в Габровській області Болгарії. Входить до складу общини Дряново.

## Населення
За даними перепису населення 2011 року у селі проживали 127 осіб.
Національний склад населення села:
| Національність   | Кількість осіб | Відсоток |
| ---------------- | -------------- | -------- |
| болгари          | 115            | 91,3%    |
| цигани           | 11             | 8,7%     |
| турки            | 0              | 0%       |
| інша             | 0              | 0%       |
| не визначились   | 0              | 0%       |
| Всього відповіли | 126            |          |

Розподіл населення за віком у 2011 році:
Динаміка населення: